# Metachaetodus discus
Metachaetodus discus är en skalbaggsart som beskrevs av Preudhomme de Borre 1886. Metachaetodus discus ingår i släktet Metachaetodus och familjen Hybosoridae. Inga underarter finns listade i Catalogue of Life.